# Igueldo
Der Monte Igueldo oder Igeldo ist ein Berg in der Stadt San Sebastián im spanischen Baskenland. 
Er ist größtenteils bewaldet und bildet den östlichen Abschluss eines Küstengebirgszuges. Im Osten schließt sich die Bucht mit dem Strand Playa de La Concha an und das östliche Pendant, der Monte Urgull.
Im Norden fällt der Berg unmittelbar in den Golf von Biskaya ab, an seinen Südhang schließt sich der Stadtteil Antiguo von San Sebastian an.
Auf den Igueldo führt eine Seilbahn zu einem Vergnügungspark.

## Sport
Seit dem Jahr 2014 führt der Schlussanstieg der Clásica San Sebastián über die Alto de Murgil (ursprünglich Bordako Tontorra) auf den Monte Igueldo. Im Jahr 2023 führte die Tour de France auf der 3. Etappe über den Monte Igueldo. Die Bergwertung der 3. Kategorie wurde am Ende der Westauffahrt auf einer Höhe von 316 Metern abgenommen und trug den Namen Côte de'Orioko Benta. Der US-Amerikaner Neilson Powless erreichte die Kuppe als Erster.